# Fußball-Weltmeisterschaft der Frauen 2019/Frankreich
Dieser Artikel behandelt die französische Fußballnationalmannschaft der Frauen bei der Weltmeisterschaft 2019. Frankreich nahm nach 2003, 2011 und 2015 zum vierten Mal an einer WM-Endrunde teil. Als Ausrichter der WM-Endrunde brauchten die Französinnen sich für das Turnier nicht zu qualifizieren. Sie schieden diesmal erneut bereits im Viertelfinale aus dem Wettbewerb aus.

## Vorbereitung
In den zwölf Monaten vor Beginn der WM-Endrunde versuchte Nationaltrainerin Corinne Diacre, den Mangel an Pflichtspielen durch Testspiele gegen möglichst viele hochkarätige Gegnerinnen auszugleichen. Darunter waren Australien (2:0), Brasilien (3:1), die USA (3:1), Deutschland (0:1), Japan (3:1) sowie Vizeeuropameister Dänemark (4:0), außerdem das als schwächer einzuschätzende Uruguay (6:0). Ein weiteres Kriterium der Auswahl von Kontrahentinnen in der Vorbereitung auf das Turnier war für Diacre, sich gegen „unterschiedliche Spielkulturen und -stile“ zu erproben; deshalb sollte ein Gegner aus Asien dazugehören, der nicht für die WM qualifiziert ist, wie beispielsweise Nordkorea. Tatsächlich wurden das in den 14 Tagen vor dem Eröffnungsspiel gegen Südkorea aber mit Thailand (3:0) und China (2:1) doch zwei WM-Teilnehmer.
Für dieses Vorbereitungsprogramm hatten die Französinnen – genauso wie die deutschen Frauen – auf die Teilnahme beim SheBelieves Cup 2019 verzichtet.
Insgesamt waren 26 Frauen für Frankreich in den elf Testpartien der Saison 2018/19 zum Einsatz gekommen, nach deren Abschluss sich die vermutliche Stammformation – im von der Trainerin bevorzugten 4-2-3-1-System – auf den meisten Positionen deutlich abzeichnete (siehe die Graphik rechts):
Tor: Sarah Bouhaddi (Lyon, 9+1e), Pauline Peyraud-Magnin (Arsenal, 2)
Abwehr: Marion Torrent (Montpellier, 10), Wendie Renard (Lyon, 8), Amel Majri (Lyon, 7), Griedge Mbock Bathy (Lyon, 7), Aïssatou Tounkara (Atlético Madrid, 5), Sakina Karchaoui (Montpellier, 3+2e), Ève Périsset (Paris SG, 1+3e), Julie Debever (Guingamp, 2), Annaïg Butel (Paris FC, 1)
Mittelfeld: Gaëtane Thiney (Paris FC, 9+1e), Élise Bussaglia (Dijon, 6+3e), Charlotte Bilbault (Paris FC, 5+4e), Amandine Henry (Lyon, 8), Onema Grace Geyoro (Paris SG, 3+4e), Kenza Dali (Dijon, 3e), Maéva Clemaron (Fleury, 3e), Kheira Hamraoui (Barcelona, 1e)
Angriff: Kadidiatou Diani (Paris SG, 8+1e), Delphine Cascarino (Lyon, 8+1e), Valérie Gauvin (Montpellier, 8+1e), Viviane Asseyi (Bordeaux, 2+6e), Eugénie Le Sommer (Lyon, 6), Emelyne Laurent (Guingamp, 5e), Marie-Antoinette Katoto (Paris SG, 1+3e)
In Klammern: aktueller Verein und Zahl der Einsätze; e = eingewechselt
Die 36 Tore dabei hatten erzielt: Diani (8), Le Sommer (6), Gauvin (5), Cascarino, Mbock Bathy (je 3), Dali, Bussaglia (je 2), Thiney, Renard, Katoto, Asseyi, Bilbault, Geyoro, Clemaron (je 1).
Frankreichs „zweiter Anzug“, die B-Elf, hatte im Februar/März 2019 beim Turkish Women’s Cup sowie Anfang April im spanischen La Manga insgesamt sieben Partien bestritten. Letztlich konnte aus diesem Kreis aber niemand mehr in letzter Minute ein WM-Ticket lösen.
Ungeachtet der positiv verlaufenen Vorbereitung mit zehn Siegen und einer Niederlage wird sich bei der WM-Endrunde herausstellen müssen, ob sich „das vorhandene Potential [der Bleues] zur Abwechslung einmal in zählbare Erfolge ummünzen lassen wird“.

## Trainingslager
Die für die WM berufenen Spielerinnen (siehe den Abschnitt „Aufgebot“ hierunter) kamen – mit Ausnahme der sieben Lyonerinnen, die an diesem Tag noch das Landespokalendspiel bestreiten mussten, und der beiden im Ausland spielenden Fußballerinnen – vom 8. bis 11. Mai in Perros-Guirec zusammen. Vom 13. bis 18. Mai versammelte sich der Kader im Centre technique national Fernand-Sastre von Clairefontaine-en-Yvelines. Dann folgten drei freie Tage, während denen für die Spielerinnen von Olympique Lyon allerdings noch das Champions-League-Finale in Budapest anstand. Ab 21. Mai bis zum Endrundenbeginn waren die Französinnen wieder in Clairefontaine, von wo aus sie jeweils zu den letzten beiden Testbegegnungen beziehungsweise zum ersten WM-Gruppenspiel anreisten.
Gegen Thailand, erste der beiden „Generalproben“ zur Vorbereitung auf das WM-Eröffnungsspiel gegen Südkorea, gönnte Diacre sechs der sieben Lyonerinnen nach deren erneutem Gewinn des Europapokals noch eine Erholungspause und setzte lediglich Delphine Cascarino in Frankreichs Startelf ein. Gegen China, auf die Stunde genau sieben Tage vor dem WM-„Ernstfall“, verzichtete die Trainerin erneut auf Le Sommer und Majri, die beide noch leicht angeschlagen waren – „eine reine Vorsichtsmaßnahme“, so Diacre. Auch Henry fehlte auf dem Spielberichtsbogen.

## Aufgebot
Die Trainerin hatte unmittelbar nach der Auslosung die relativ nichtssagende Feststellung getroffen, dass ihr endgültiger 23er Spielerinnenkreis in einer Mischung aus Jugend und Routine bestehen werde. Nachdem sie bei der FIFA Ende April eine 50 Namen enthaltende Vorauswahl eingereicht hatte, gab sie ihr auf 23 reduziertes Aufgebot bereits am 2. Mai 2019, also vor dem Abschluss der nationalen Wettbewerbe (Meisterschaft am 4., Vereinspokal am 8. Mai) bekannt. Wie aufgrund der Vorbereitungsphase zu erwarten, blieb Corinne Diacre ihrem Personaltableau treu; die letzten beiden offenen Plätze besetzte sie mit Maéva Clemaron (anstelle von Kheira Hamraoui oder Kenza Dali) und Emelyne Laurent statt mit Marie-Antoinette Katoto. Insbesondere die Nichtberücksichtigung Katotos – in der laufenden Erstligasaison erneut die mit Abstand treffsicherste Torjägerin – beschäftigte unmittelbar nach Bekanntgabe des Aufgebots die Medien – bei L’Équipe am folgenden Tag sogar auf Seite eins. Die Trainerin begründete ihre Entscheidung mit der Aussage, das sei ein schwieriger Abwägungsprozess gewesen und Katoto besäße „ein enormes Potential, aber sie hat ihre Zukunft noch vor sich. Aus meiner Sicht fehlt es ihr gegen starke Gegner noch an der letzten Bereitschaft, sich durchzusetzen.“
Folgende Frauen – mit einem Durchschnittsalter von 26,7 Jahren – hat Corinne Diacre nominiert:
| Nr.                    | Name                   | Verein (a)             | Länder- spiele (Tore) (b)0 | davon bei WM (c) | Geburtstag | WM 2019    | WM 2019    | WM 2019    | WM 2019    | WM 2019    | WM 2019    |
| Nr.                    | Name                   | Verein (a)             | Länder- spiele (Tore) (b)0 | davon bei WM (c) | Geburtstag | Sp.        | Sp.- Min.  | Tore       | (d)        | 0          | 0          |
| Torfrauen              | Torfrauen              | Torfrauen              | Torfrauen                  | Torfrauen        | Torfrauen  | Torfrauen  | Torfrauen  | Torfrauen  | Torfrauen  | Torfrauen  | Torfrauen  |
| ---------------------- | ---------------------- | ---------------------- | -------------------------- | ---------------- | ---------- | ---------- | ---------- | ---------- | ---------- | ---------- | ---------- |
| 16                     | Sarah Bouhaddi         | Olympique Lyon         | 140 0(0)                   | 05 (0)           | 17.10.1986 | 5          | 480        |            |            |            |            |
| 01                     | Solène Durand          | EA Guingamp            | 00 0(0)                    |                  | 20.11.1994 |            |            |            |            |            |            |
| 21                     | Pauline Peyraud-Magnin | Arsenal Women FC (ENG) | 02 0(0)                    |                  | 17.03.1992 |            |            |            |            |            |            |
| Abwehrspielerinnen     |                        |                        |                            |                  |            |            |            |            |            |            |            |
| 22                     | Julie Debever          | EA Guingamp            | 03 0(0)                    |                  | 18.04.1988 |            |            |            |            |            |            |
| 07                     | Sakina Karchaoui       | Montpellier HSC        | 025 0(0)                   |                  | 26.01.1996 | 1          | 02         |            |            |            |            |
| 10                     | Amel Majri             | Olympique Lyon         | 046 0(4)                   | 02 (0)           | 25.01.1993 | 5          | 462        |            |            |            |            |
| 19                     | Griedge Mbock Bathy    | Olympique Lyon         | 050 0(5)                   | 00 (0)           | 26.02.1995 | 5          | 480        |            | 1          |            |            |
| 02                     | Ève Périsset           | Paris Saint-Germain FC | 015 0(0)                   |                  | 24.12.1994 | 3          | 117        |            |            |            |            |
| 03                     | Wendie Renard          | Olympique Lyon         | 109 (20)                   | 08 (0)           | 20.07.1990 | 5          | 480        | 4          | 1          |            |            |
| 04                     | Marion Torrent         | Montpellier HSC        | 021 0(0)                   |                  | 17.04.1992 | 4          | 379        |            |            |            |            |
| 05                     | Aïssatou Tounkara      | Atlético Madrid (SPA)  | 012 0(0)                   |                  | 16.03.1995 |            |            |            |            |            |            |
| Mittelfeldspielerinnen |                        |                        |                            |                  |            |            |            |            |            |            |            |
| 14                     | Charlotte Bilbault     | Paris FC               | 016 0(1)                   |                  | 05.06.1990 | 2          | 098        |            |            |            |            |
| 15                     | Élise Bussaglia        | FCO Dijon              | 188 (30)                   | 09 (1)           | 24.09.1985 | 4          | 300        |            | 1          |            |            |
| 23                     | Maéva Clemaron         | FC Fleury              | 04 0(1)                    |                  | 10.11.1992 |            |            |            |            |            |            |
| 08                     | Onema Grace Geyoro     | Paris Saint-Germain FC | 022 0(1)                   |                  | 02.07.1997 | 2          | 05         |            |            |            |            |
| 06                     | Amandine Henry         | Olympique Lyon         | 083 (11)                   | 05 (1)           | 28.09.1989 | 5          | 480        | 2          |            |            |            |
| 17                     | Gaëtane Thiney         | Paris FC               | 156 (58)                   | 11 (2)           | 28.10.1985 | 5          | 386        |            |            |            |            |
| Angreiferinnen         |                        |                        |                            |                  |            |            |            |            |            |            |            |
| 18                     | Viviane Asseyi         | Girondins Bordeaux     | 032 0(5)                   |                  | 20.11.1993 | 3          | 179        |            |            |            |            |
| 20                     | Delphine Cascarino     | Olympique Lyon         | 013 0(3)                   |                  | 05.02.1997 | 5          | 182        |            |            |            |            |
| 11                     | Kadidiatou Diani       | Paris Saint-Germain FC | 047 (10)                   | 01 (0)           | 01.04.1995 | 5          | 417        |            |            |            |            |
| 13                     | Valérie Gauvin         | Montpellier HSC        | 019 (10)                   |                  | 01.06.1996 | 5          | 334        | 2          | 1          |            |            |
| 12                     | Emelyne Laurent        | EA Guingamp            | 05 0(0)                    |                  | 04.11.1998 |            |            |            |            |            |            |
| 09                     | Eugénie Le Sommer      | Olympique Lyon         | 159 (74)                   | 11 (3)           | 18.05.1989 | 5          | 409        | 2          | 1          |            |            |
| Trainerstab            |                        |                        |                            |                  |            |            |            |            |            |            |            |
| Corinne Diacre         | Corinne Diacre         | Cheftrainerin          | 23                         | (e)              | 04.08.1974 | 04.08.1974 | 04.08.1974 | 04.08.1974 | 04.08.1974 | 04.08.1974 | 04.08.1974 |
| Philippe Joly          | Philippe Joly          | Assistenzcoach         | Assistenzcoach             |                  |            |            |            |            |            |            |            |
| Gilles Fouache         | Gilles Fouache         | Torfrauentrainer       | Torfrauentrainer           |                  |            |            |            |            |            |            |            |

Die Trainerin hat dabei jede Spielposition doppelt besetzt, lediglich im offensiven Mittelfeld fehle – so die Einschätzung von Charlotte Vincelot bei footofeminin.fr – eine zweite Spielerin mit den Qualitäten von Gaëtane Thiney, die sowohl Gestalterin als auch Vollstreckerin ist und sich mit Eugénie Le Sommer wie Kadidiatou Diani nahezu blind versteht.

## Spiele

### Gruppenphase
Bei der Auslosung der WM-Vorrundengruppen am 8. Dezember 2018 waren die Französinnen, zu diesem Zeitpunkt Dritte der Weltrangliste, als Kopf der Gruppe A gesetzt. Ihnen zugelost wurden Norwegen, Südkorea und Africa-Cup-Gewinner Nigeria (Ranglistenplätzen 13, 14 respektive 39). Eintrittskarten für die Spiele gegen Südkorea und Nigeria waren bereits drei Monate vor Turnierbeginn ausverkauft.
Gegen Südkorea hatten die Bleues zuvor erst zwei Spiele ausgetragen und beide gewonnen: 1:0 bei der Weltmeisterschaft 2003 und 3:0 bei der WM 2015. Auch gegen Nigeria standen lediglich zwei gewonnene Partien zu Buche, nämlich ein 1:0 bei der WM 2011 und ein 8:0 anlässlich eines Freundschaftsspiels im April 2018. Norwegen hingegen gehört zu den häufigsten Kontrahentinnen Frankreichs. Die Gesamtbilanz aus 20 Begegnungen war negativ (fünf Siege, sieben Unentschieden, acht Niederlagen); allerdings lag der letzte Erfolg der Skandinavierinnen mittlerweile 16 Jahre zurück (2:0 bei der WM 2003). Zuletzt gewann Frankreich Anfang 2016 mit 1:0, im Sommer 2017 trennte man sich 1:1.
| Pl. | Team       | Sp | S | U | N | Tore | P. |
| --- | ---------- | -- | - | - | - | ---- | -- |
| 1   | Frankreich | 3  | 3 | 0 | 0 | 7:1  | 9  |
| 2   | Norwegen   | 3  | 2 | 0 | 1 | 6:3  | 6  |
| 3   | Nigeria    | 3  | 1 | 0 | 2 | 2:4  | 3  |
| 4   | Südkorea   | 3  | 0 | 0 | 3 | 1:8  | 0  |

| Fr., 7. Juni 2019, 21:00 Uhr, in Paris (Parc des Princes) |   |          |           |
| Frankreich                                                | – | Südkorea | 4:0 (3:0) |
| Mi., 12. Juni 2019, 21.00 Uhr, in Nizza (Stade de Nice)   |   |          |           |
| Frankreich                                                | – | Norwegen | 2:1 (0:0) |
| Mo., 17. Juni 2019, 21.00 Uhr, in Rennes (Roazhon Park)   |   |          |           |
| Frankreich                                                | – | Nigeria  | 1:0 (0:0) |

Im Auftaktspiel gegen Südkorea gab es nur eine kleine Überraschung: Kadidiatou Diani nahm die Position im Angriffszentrum ein; dafür blieb Valérie Gauvin zunächst auf der Bank – weil sie in den vorangehenden Tagen zweimal zu spät zum Training erschienen war. Die Französinnen streiften den enorm hohen Erwartungsdruck, der sich auch emotional schon beim Abspielen der Marseillaise in vielen Gesichtern zeigte, praktisch ab der ersten Minute ab: „Die Bleues starteten mit viel Druck […] und schnürten den körperlich unterlegenen Gegner Südkorea vom Anpfiff weg um den eigenen Strafraum ein. […] Während die Diacre-Elf weiter höchst motiviert nach vorne spielte, wirkte Südkorea ideenlos. Die Ankündigung, Frankreich ärgern zu wollen, sollte nicht stattfinden.“ Stattdessen konnte der Gastgeber in der zweiten Halbzeit sogar einen Gang zurückschalten. Eine Premiere – der erste Videobeweis bei einem großen Frauenturnier – ereignete sich bei einem per sehenswertem Seitfallzieher von Griedge Mbock Bathy erzielten Tor (27.), das von Schiedsrichterin Claudia Umpiérrez (Uruguay) nach zweieinhalb Minuten Beratung wegen Abseitsstellung zurückgenommen wurde.
Frankreich spielte in folgender Aufstellung: Bouhaddi – Torrent, Mbock Bathy, Renard, Majri (Périsset, 74.) – Henry, Bussaglia – Cascarino (Gauvin, 70.), Thiney (Geyoro, 86.), Le Sommer – Diani. Die Treffer erzielten Le Sommer (9. Minute), Renard (35. und 45.+2) sowie Henry (85.). Das Spiel besuchten 45.261 Zuschauer.
Das zweite, vermeintlich vorentscheidende Match um den Gruppensieg gegen Norwegen leitete Bibiana Steinhaus, die die Bleues bereits aus drei früheren Freundschaftsspielen (2010, 2014, 2018) kannten. In diesen Begegnungen hatten die Französinnen jeweils gewonnen, ohne einen Gegentreffer hinnehmen zu müssen.
Gauvin stand wieder in der Sturmspitze, dafür rückte Diani zu Lasten von Cascarino auf die offensive rechte Außenbahn. Dieser Schachzug zahlte sich aus; die Strafraumstürmerin beschäftigte die gegnerische Abwehr, arbeitete auch nach hinten gut und erzielte unmittelbar nach der Pause (46. Minute) die Führung. Sie wurde anschließend zur Woman of the Match erklärt. Nachdem Renard, relativ unbedrängt, den Ball zum Ausgleich in das eigene Tor gelenkt hatte (54.), schoss Le Sommer Frankreich nach 72 Minuten per Strafstoß erneut in Führung. Dem war ein Foul an Torrent vorausgegangen, das die Schiedsrichterin erst nachträglich per Video erkannte.
Die französische Aufstellung: Bouhaddi – Torrent, Mbock Bathy, Renard, Majri – Henry, Bussaglia – Diani, Thiney (Bilbault, 82.), Le Sommer – Gauvin (Cascarino, 85.). Für France Football war Thiney (acht von zehn Sternen) vor 34.872 Zuschauern die spielentscheidende Figur, gefolgt von Gauvin, Diani und Spielführerin Henry (jeweils Note Sieben).
Obwohl Frankreich den angestrebten ersten Platz noch nicht sicher hatte, schonte Corinne Diacre beim Anpfiff gegen Nigeria mit Torrent, Bussaglia, Diani und Le Sommer vier Stammspielerinnen. In dieser Begegnung waren die Bleues insbesondere in der zweiten Halbzeit drückend überlegen, scheiterten aber wiederholt an der eigenen Abschlussschwäche. Das Tor des Tages war dann ein weiteres Novum in der Frauen-WM-Geschichte. In der 76. Minute erhielten die Französinnen per Videobeweis wegen Foulspiels einen Strafstoß zugesprochen, den Wendie Renard an den Außenpfosten schoss. Gleich anschließend meldeten sich die Videoassistenten erneut bei der honduranischen Schiedsrichterin Melissa Borjas, die daraufhin auf Wiederholung des Elfmeters entschied, weil Nigerias Torfrau bei der ersten Ausführung mit beiden Füßen vor der Torlinie gestanden hatte, wofür sie mit einer gelben Karte bestraft wurde, nachdem die foulende Ngozi Ebere bereits mit Gelb-Rot vom Platz gestellt worden war. Renard griff sich erneut den Ball und verwandelte diesmal in der 79. Minute sicher. Anschließend wurde sie zum zweiten Mal nach dem Auftaktspiel als „Spielerin des Spiels“ ausgezeichnet.
Die französische Aufstellung lautete: Bouhaddi – Périsset, Mbock Bathy, Renard, Majri – Henry, Bilbault – Cascarino (Le Sommer, 63.), Thiney (Geyoro, 89.), Asseyi – Gauvin (Diani, 63.). Das Spiel besuchten 28.267 Zuschauer.

### Achtelfinale
23. Juni 2019 im Stade Océane von Le Havre (23.965 Zuschauer):
Frankreich – Brasilien 2:1 n. V. (1:1, 0:0)
Gegen Brasilien haben die Französinnen zuvor acht Spiele bestritten, von denen sie drei gewannen und fünfmal unentschieden spielten. Darunter war eine Begegnung bei der Weltmeisterschaft 2003, in der sich die beiden Frauschaften 1:1 trennten. Das jüngste Aufeinandertreffen gewannen die Bleues im November 2018 mit 3:1.
Diacre griff auf die Startelfaufstellung des Norwegen-Spiels zurück, ersetzte darin allerdings Thiney als zentrale Offensivkraft im Mittelfeld durch Asseyi. In einem spannenden, wenngleich nicht hochklassigen Duell waren beide Teams annähernd gleichwertig, und auch die wenigen Torchancen verteilten sich in der regulären Spielzeit gleichmäßig: Gauvins Führungstor in der ersten Hälfte wurde von der kanadischen Schiedsrichterin Marie-Soleil Beaudoin nachträglich wieder aberkannt, dafür lenkte die diesmal fehlerfreie Bouhaddi einen Cristiane-Kopfball mit den Fingerspitzen an die Querlatte. In der Verlängerung hatten dann beide Kontrahenten die große Chance zum Führungstreffer. Zunächst rettete Mbock Bathy für ihre bereits überwundene Torhüterin bei einem Debinha-Schuss Zentimeter vor der Torlinie, dann lenkte die anschließend zur Spielerin des Spiels gewählte Henry eine Hereingabe mit einem Spagatschritt zum 2:1 in Brasiliens Tor.
Die Trainerin ließ ihre Elf diesmal im 4-4-2 beginnen: Bouhaddi – Torrent (Périsset, 109.), Mbock Bathy, Renard, Majri (Karchaoui, 118.) – Henry, Asseyi (Thiney, 81.), Bussaglia, Le Sommer – Diani, Gauvin (Cascarino, 90.+2). Die französischen Treffer erzielten Gauvin (52.) und Henry (107.).
Für footofeminin.fr ragten bei den Bleues Diani (Note 7,5), die Torfrau, der auch der Kommentator der ARD-Livestream-Übertragung einige Weltklasse-Paraden attestierte, mit Note 7, Henry (6,5) und Gauvin (6) heraus. Zudem habe die spät eingewechselte Thiney dem französischen Spiel offensiv wie defensiv deutlich mehr Struktur verliehen.

### Viertelfinale
28. Juni 2019 im Parc des Princes von Paris:
Frankreich – USA 1:2 (0:1)
Die Nordamerikanerinnen sind der zweithäufigste Gegner in der französischen Länderspielgeschichte, und die Bilanz gegen diese ist deutlich negativ. So verlor Frankreich im Halbfinale der WM 2011 mit 1:3 sowie bei den Olympischen Spielen 2012 (2:4) und 2016 (0:1). In jüngster Zeit haben die Französinnen aber auch Erfolge vorzuweisen, so beim SheBelieves Cup 2017 in den USA mit 3:0 und bei einem Freundschaftsspiel im Januar 2019 mit 3:1.
Frankreich schied vor 45.595 Besuchern mit folgender Aufstellung aus seiner Heim-WM aus: Bouhaddi – Torrent, Mbock Bathy, Renard, Majri – Henry, Bussaglia – Diani, Thiney, Le Sommer (Asseyi, 82.) – Gauvin (Cascarino, 76.). Den späten französischen Anschlusstreffer in der 81. Minute erzielte Renard nach einer Flanke von Thiney; es war ihr drittes Tor per Kopfball.
Bereits ab der 5. Spielminute liefen die Gastgeberinnen einem Rückstand hinterher. Trotz aller Bemühungen wirkte sich dabei negativ aus, dass sie sich trotz zunehmender Dominanz kaum Torchancen herausspielten. Insbesondere die linke Angriffsseite mit Majri und Le Sommer – sonst häufig ein Glanzstück der Offensive – blieb blass und hinter ihren Möglichkeiten zurück. Eine zumindest ordentliche Leistung attestierte footofeminin.fr lediglich der Torfrau Bouhaddi (Note 6), Diani (5,5) sowie eingeschränkt noch Renard, Henry und Thiney (jeweils die 5).